# 動く山崎 VIDEO CLIPS 1995-1998
『動く山崎 VIDEO CLIPS 1995-1998』（うごくやまざき・ビデオクリップス - ）は、山崎まさよし初のミュージック・ビデオ集。VHSで1998年6月8日に発売されたのち、2000年5月31日にDVD化された。発売元はポリドール。

## 解説
- デビュー曲「月明かりに照らされて」から、当ミュージック・ビデオ集が発売された時点での最新シングル「水のない水槽」までを収録。
- 「One more time, One more chance」は、映画『月とキャベツ』の主題歌となった "シングル･バージョン" のミュージック・ビデオではなく、モノクロ映像の "弾き語りバージョン" が収録されている。この「弾き語りバージョン」はしばらく映像作品のみでCD化されていなかったが、2007年3月3日にリリースされたシングル「One more time, One more chance 『秒速5センチメートル』 Special Edition」の3曲目に初収録された。なお、弾き語りのライヴ・テイクはライヴCD『ONE KNIGHT STANDS』（2000年9月25日）とライヴビデオ『ONE KNIGHT STANDS on films』に収録されている。
- プライベート・アルバム『ステレオ』（1996年11月4日）収録のラスト・ナンバー「コイン」は、ライヴ映像。

### リリース履歴
| # | 発売日        | リリース        | 規格 | 品番      | 備考                                                |
| - | ------------- | --------------- | ---- | --------- | --------------------------------------------------- |
| 1 | 1998年6月8日  | Polydor         | VHS  | POVH-1063 |                                                     |
| 2 | 2000年5月31日 | Polydor         | DVD  | POBH-1004 |                                                     |
| 3 | 2017年3月8日  | UNIVERSAL MUSIC | DVD  | UPBY-9028 | 「“進化版”DVDキャンペーン2017」対象商品として再発売 |

## 収録曲
1. 月明かりに照らされて
2. 中華料理
  - 実在の中華料理屋で撮影したような、ほのぼのした作品。
3. セロリ
  - 日常風景がサビで突然妄想的な世界に切り替わる、コミカルな作品。
4. One more time, One more chance　（弾き語りバージョン）
  - シングル・バージョンの映像は『山崎 動く動く VIDEO CLIPS 1998-2003』（2003年9月17日）に収録された。
5. アドレナリン
  - 映像のほとんどが車の中で繰り広げられる、密室的な作品。
6. 振り向かない
7. 水のない水槽
8. コイン
  - LIVE at 渋谷公会堂 1998.1.9

## 関連作品
- アレルギーの特効薬　M-1
- ステレオ　M-8 （オリジナル・バージョン）
- HOME　M-5
- BLUE PERIOD　M-2・3・6・7
- One more time, One more chance 『秒速5センチメートル』 Special Edition　M-4